# Werehpai
Werehpai is een archeologische vindplaats in het zuidwesten van Suriname. De plaats ligt ongeveer 10 km ten oosten van het Trio-dorp Kwamalasamoetoe aan een zijriviertje van de Sipaliwini.
De plaats is in 2000 door Mennio Moeshè, een inheemse man van 27, ontdekt en bestaat uit een aantal grotten met niet minder dan 313 petrogliefen. Er zijn ook scherven aardewerk ontdekt en wat houtskoolresten. Tussen 2005 en 2007 onderzocht een groep van de Stichting Surinaams Museum de plaats. Hun opgraving bracht vrij grof en slecht bewaard aardewerk aan het licht in associatie met houtskool. Koolstofdatering daarvan leverde een datum tussen 4.930 en 4.200 jaar geleden (BP) op. 